# Умальтлаг
Умальтла́г (Ума́льтинский исправи́тельно-трудово́й ла́герь) — подразделение, действовавшее в системе исправительно-трудовых учреждений СССР.

## История
Умальтлаг был организован в 1941 году. Управление Умальтлага размещалось в посёлке Умальта, Хабаровский край. В оперативном командовании оно подчинялось Главному управлению лагерей горно-металлургической промышленности (ГУЛГМП).
Максимальное единовременное количество заключенных могло достигать более 3 000 человек.
| 1941 | 1942  | 1943  |
| ---- | ----- | ----- |
| 993  | 3 218 | 2 315 |

Умальтлаг прекратил своё существование в 1943 году.

## Производство
Основным видом производственной деятельности заключенных были работы на молибденовом руднике и строительство обогатительной фабрики.

## Начальник лагеря
- Шиши М. Д., с 02.04.1942 по 15.05.1943